# 美室宮主
美室（546/548—612？；朝鮮語：미실）是一位出生真骨的新羅女性貴族，初封娘主，後封宮主。

## 生平
据《花郎史记》记载，美室是弥真夫君和新罗真兴王妃佐渡王后的妹妹妙岛夫人的女儿。 她的祖母是法兴王的女儿三叶公主。 由于她的血统，米希尔是 jingol（진골，眞骨）或高贵的真骨种姓的成员。 从母系上来说，她属于大元神统（대원신통，大元神统）的母系氏族，或者直接翻译为伟大元神的神圣继承。 大元神通被认为是波密的后裔，但新罗总治时期的记载显示，大元夫人普密于82岁时去世并被埋葬。大元夫人已生下孩子 来自几个不同父亲的 12 个孩子。 由于她的高贵，她的后裔被称为“大元”或“伟大的原始部落”。 大元族。[2] 她是世宗君（六世丰月州）的妻子，雪原将军（七世丰月州）的情人，美生君（十世丰月州）的姐姐。 她是新罗历任三位国王的妃子：真兴王、真济王、真平王。 传说她爱上了东延皇太子。 她的儿子分别成为第11代和第16代风月主，即河宗（世宗）和宝宗（雪原）。 据《花郎世记》记载：真济王的父亲真兴王去世后，米诗尔成为了他的妃子。 然而，当他爱上另一个女人后，他对她失去了兴趣。 他的母亲萨多王后对他突然改变主意并未能履行让她姐姐的女儿米希尔成为王后的承诺感到愤怒。 结果，萨多女王在米希尔情人的帮助下； 世宗君和雪源将军设法获得朝廷的支持，废黜了真济王。 他们散布谣言说新罗有一个不道德的国王，上天已经抛弃了新罗，他们将新罗遭受的饥饿和失败归咎于他，从而获得了人们的支持。 真济被废黜后，他的侄子真平王登上了王位。 真知的孙子金春秋后来继承王位，成为武烈王。

## 相關影視作品
- 電視剧：
  - 《淵蓋蘇文》－徐甲淑（2006年－2007年）
  - 《善德女王》－U-ie（青年）、高賢廷（成年）（2009年）